# Levi's Stadium
Il Levi's Stadium è uno stadio situato a Santa Clara, in California, scelto per sostituire il vecchio Candlestick Park, demolito al termine della stagione NFL 2013. Lo stadio dista 62 km da San Francisco, la distanza maggiore dalla città ospitante per uno stadio della NFL.
La Santa Clara Stadium Authority, in accordo con i proprietari dei 49ers, ha ceduto i diritti d'immagine dello stadio al celebre produttore di jeans Levi Strauss & Co., che pagherà alla città di Santa Clara e ai San Francisco 49ers 220,3 milioni di dollari per 20 anni, con un'opzione per ulteriori 5 anni a 75 milioni di dollari.
Il 21 maggio 2013 fu scelto per ospitare il Super Bowl 50, tenutosi il 7 febbraio 2016, che vide davanti a 71088 spettatori, i Denver Broncos superare i Carolina Panthers con il punteggio di 24-10 aggiudicandosi il Super Bowl. Lo stadio ha ospitato inoltre WrestleMania 31, l'evento della più importante della WWE svoltosi il 29 marzo 2015, che con la presenza di 76.976 spettatori che hanno assistito all'evento, fece registrare il record di maggior presenza nello stadio.
Il Levi's Stadium ospiterà anche il Super Bowl LX che si disputerà l'8 febbraio 2026.

## Copa América Centenario
Nel 2016 venne scelto per ospitare alcune partite della Copa America, tra cui l'incontro inaugurale tra USA e Colombia.
| Data           | Ora (PDT) | Squadra #1  | Risultato | Squadra #2 | Fase del torneo            | Spettatori |
| -------------- | --------- | ----------- | --------- | ---------- | -------------------------- | ---------- |
| 3 giugno 2016  | 18:30     | Stati Uniti | 0 - 2     | Colombia   | Gruppo A (gara inaugurale) | 67 439     |
| 6 giugno 2016  | 19:00     | Argentina   | 2 - 1     | Cile       | Gruppo D                   | 69 451     |
| 13 giugno 2016 | 19:00     | Uruguay     | 3 - 0     | Giamaica   | Gruppo C                   | 40 166     |
| 18 giugno 2016 | 19:00     | Messico     | 0 - 7     | Cile       | Quarti di finale           | 70 547     |

## CONCACAF Gold Cup
Nel 2017 lo stadio fu scelto per ospitare la finale della Gold Cup
| Data           | Squadra #1  | Risultato | Squadra #2 | Fase del torneo | Spettatori |
| -------------- | ----------- | --------- | ---------- | --------------- | ---------- |
| 26 luglio 2017 | Stati Uniti | 2–1       | Giamaica   | Finale          | 63032      |